# Allogymnopleurus histrio
Allogymnopleurus histrio är en skalbaggsart som beskrevs av Vladimir Balthasar 1963. Allogymnopleurus histrio ingår i släktet Allogymnopleurus och familjen bladhorningar. Inga underarter finns listade i Catalogue of Life.